# Dąbrowska Fabryka Obrabiarek Ponar-Defum
Dąbrowska Fabryka Obrabiarek Ponar-Defum im. Stanisława Krzynówka – fabryka obrabiarek w Dąbrowie Górniczej. Zakład zajmował się produkcją maszyn do obróbki metalu.
Historia zakładów sięga lat 70. XIX wieku kiedy założono warsztat ślusarsko-kowalski.
Zakłady zostały wykupione przez Emila Škodę, a następnie przez Wilhelma Fitznera i Konrada Gampera przez co fabryka stała się częścią składową Zjednoczenia Maszyn, Kotłów i Wagonów L. Zieleniewski – Fitzner-Gamper Spółka Akcyjna.
Po II wojnie światowej fabryka została upaństwowiona.
W 2015 roku zakłady zostały zlikwidowane jako ostatnie duże przedsiębiorstwo państwowe w województwie śląskim. Fabryka o ponad 140-letniej tradycji przestała istnieć.
Przez lata zmieniali się ich właściciele oraz zmieniał się profil działalności. 
Zakłady produkowały kotły parowe, wieże wyciągowe dla kopalń, maszyn dla cukrowni, papierni, gorzelni i fabryk chemicznych.

## Historia zakładu
- W 1897 roku fabryka została przekształcona w "Towarzystwo Akcyjne Zakładów Kotlarskich i Mechanicznych Fitzner i Gamper".
- Od 1928 roku fabryka weszła w skład spółki "Zjednoczone Fabryki Maszyn, Kotłów i Wagonów L. Zieleniewski i Fitzner-Gamper S.A." i produkowała wówczas obrabiarki oraz armatury parowe i wodne.
- W czasie II wojny światowej zakład został prawie całkowicie zniszczony.
- Po II wojnie światowej fabryka została upaństwowiona przyjmując nazwę Śląsko-Dąbrowskiej Fabryki Urządzeń Mechanicznych, a od 1959 r. Dąbrowskiej Fabryki Obrabiarek "Defum".
- 1962 — do zakładu przyłączono "Szopienicką Fabrykę Obrabiarek".
- 1970 — zakład włączono do Kombinatu Obrabiarek Ciężkich "Ponar".
- 2011 — Andrychowska Fabryka Maszyn S.A. przejęła produkcję obrabiarek Dąbrowskiej Fabryki Maszyn S.A. WFS130, DBM105, KND oraz znak towarowy DEFUM
- 2015 — likwidacja przedsiębiorstwa — wykreślenie z rejestru[1].
- 2016 — w budynkach poprzemysłowych rozpoczyna działalność Fabryka Pełna Życia[1].